# Pelagophycus porra
Pelagophycus porra — вид водоростей родини ламінарієві (Laminariaceae) (класу бурих водоростей).

## Поширення
Водорость поширена в приливних лісах у прибережних водах південної частини Каліфорнії та північно-західного узбережжя півострова Нижня Каліфорнія, у водах глибиною від 20 метрів до 90 метрів. Росте при температурі води не вище 16 °C.

## Опис
Сітчаста слань виростає в довжину від 3 до 27 метрів. Ризоїди довгі, пластинчасті, розпростерті. Нерозгалужений трубчастий каулоїд поступово розширюється і після невеликого звуження закінчується повітряним міхуром діаметром 6-20 сантиметрів. Від повітряного міхура відростають два філоїдних відростка. З поступовим зростанням наконечник далі роздвоюється. Довжина лопатей до 5-20 метрів, ширина до 1 метра. На краю та обох сторонах лопатей є невеликі колючі нарости.
Спорофіт однорічний, але може зберігатися до 2 років.

## Екологія
Більшість представників популяції розвиваються на глибині 21-30 метрів, куди падає 5-10 % синьо-зеленого світла на поверхні, але дорослі рослини на зовнішньому краю популяції (глибина 38 метрів) отримують менше, ніж 1 % поверхні синьо-зеленого світла.

## Розмноження
Спори утворюються в одногніздких спороцистах, розташованих по обидва боки листків. Як і у більшості водоростей, рослини випускають спори перед тим, як приземлитися на дно океану. Ці спори спочатку розвиваються в гаметофіти, потім у зрілі водорості. Життєвий цикл водорості триває близько року.
Гібриди між видами роду Pelagophycus і видами роду Macrocystis спостерігалися в природному стані і були отримані в лабораторії. Хоча більшість із цих гібридів є стерильними та мають меншу тривалість життя, вчені нещодавно виявили гібрид із 15 листями та випромінюванням функціональних спор. Були виявлені також гібриди Pelagophycus і Dictyoneuropsis.